# Неферкара VII
Неферкара (VII) (Nfr k3 Rˁ, Nefer ka Re) — 3-й фараон из IX (Гераклеопольской) династии, правивший в части Древнего Египта с центром в Гераклеополе во время так называемого Первого переходного периода в XXI веке до н. э. Упоминается только в Туринском царском списке и предположительно в одной надписи.

## Биография
Имя предшественника Неферкара не сохранилось. Время правления IX династии относят к концу XXII—XXI веку до н. э..
У Манефона имена фараонов IX династии, кроме имени родоначальника, отсутствуют. Имя Неферкара установлено по Туринскому царскому списку (№ 4./20), но личное имя там не указано. При этом у следующего за ним в списке фараона (№ 4./21) указано только личное имя без «солнечного» — Хети, что необычно для царского списка. А. Е. Демидчик считает, что присутствие в списке только «солнечного» имени — ошибка переписчика, который случайно перенёс личное имя на следующую строку, поэтому личным именем Неферкара было Хети.
Во время своего правления Неферкара столкнулся с возросшим могуществом номархов IV верхнеегипетского нома с центром в Фивах, которые начали распространять свою власть на юг Египта. Современником Неферкара был Уаханка Иниотеф, который начал расширять свои владения. А в III верхнеегипетском номе в борьбе за власть сошлись номарх Хетепи, державший сторону Фив, и его более молодой соправитель Анхтифи, выступивший поборником укрепления власти Гераклеопольских фараонов. Победителем вышел Анхтифи, который в дальнейшем умело использовал разногласия между Гераклеопольскими и Фиванскими правителями, достигнув положения фактического правителя Верхнего Египта (включая Элефантину и Эдфу).
Неферкара VII обычно идентифицируется с фараоном Неферкара, упомянутым в надписи в гробнице номарха Анхтифи в Эль-Моалле около древнеегипетского города Хефат.
Если верна гипотеза Демидчика об идентичности фараонов под номерами 4./20 и 4./21 Туринского списка, то преемником Неферкара был фараон под № 4./22, имя которого начиналось на Сенен[…]. О нём ничего не известно, а наследовал ему Хети III, вероятно, один из сыновей Неферкара, считающийся основателем X династии.